# Klebrige Miere
Die Klebrige Miere (Sabulina viscosa, Syn.: Minuartia viscosa) ist eine Pflanzenart aus der Gattung Sabulina innerhalb der Familie der Nelkengewächse (Caryophyllaceae).

## Beschreibung

### Vegetative Merkmale
Die Klebrige Miere ist eine einjährige krautige Pflanze und erreicht Wuchshöhen von 3 bis 10 Zentimetern. Der Stängel ist im oberen Bereich meist abstehend drüsig behaart und vom Grund an dicht verzweigt. Die Laubblätter sind gegenständig angeordnet. Sie sind am Grund kaum bauchig-scheidig. Die Blattspreite ist pfriemlich-linealisch. 

### Generative Merkmale
Die Blütezeit reicht von Mai bis Juli. Die Blütenstiele sind länger als der Kelch. Die zwittrigen Blüten sind radiärsymmetrisch und fünfzählig mit doppelter Blütenhülle. Die fünf Kelchblätter sind 2 bis 2,5, selten bis zu 3 Millimeter lang, schmal-lanzettlich, dreinervig, mit parallelen Nerven, spitz, grün, mit schmalem Hautrand und deutlich länger als die Kronblätter. Sie sind wie die Tragblätter und Blütenstiele dicht abstehend drüsig behaart. Die Kronblätter sild länglich, halb so lang wie der Kelch und weiß. Es sind drei Griffel vorhanden.
Die Kapselfrucht ist dreiklappig, so lang wie der Kelch oder etwas kürzer als der Kelch. Die Samen weisen einen Durchmesser von 0,25 bis 0,35 Millimetern auf. Sie sind radiär gerillt und am Rand furchig.
Die Chromosomenzahl beträgt 2n = 46.

## Vorkommen
Das subozeanische Verbreitungsgebiet der Klebrigen Miere erstreckt sich von der submeridionalen bis in die gemäßigten Gebiete. Ihr Arealzentrum ist südzentraleuropäisch. Sie galt und gilt in ihrem gesamten Verbreitungsgebiet als selten. In Europa gibt es Fundortangaben für Deutschland, Polen, Ungarn sowie den südlichen Balkan (Serbien, Montenegro, Albanien, Bulgarien, Rumänien, Griechenland). Sehr wenige Vorkommen sind auch für Schweden, Dänemark, Frankreich, Italien, die Schweiz, Tschechien, die Slowakei, Österreich, Kroatien und die Ukraine belegt. Es gibt Informationen über eventuelle Vorkommen in Kleinasien und im Iran. Nach Euro+Med sind Vorkommen in Sizilien, Sardinien, Korsika, Kreta, Zypern, Türkei, Syrien und Libanon nicht belegt.
In Deutschland sind (Stand 2015) nur noch je ein Vorkommen im Landkreis Mayen-Koblenz Rheinland-Pfalz und im Saalekreis (Unteres Saaletal) Sachsen-Anhalt bekannt, in der Schweiz tritt sie im Kanton Wallis sowie in den Südalpen (Alpensüdfuß), in Niederösterreich vereinzelt auf. Im Kanton Wallis steigt sie bei Visperterminen bis 1520 Meter Meereshöhe auf.
Die Klebrige Miere gedeiht auf sandigen, humosen oder humusarmen, nährstoffarmen Böden, die auch kalkhaltig sein können, aber nicht sein müssen. Die Standorte verfügen meist genügende sommerliche Wärme. Sie besiedelt in Mitteleuropa lückige Trockenrasen, geht aber auch auf Ödstellen an Ackerrändern und an Wegen über. Sie siedelt in Mitteleuropa in Pflanzengesellschaften der Klassen Sedo-Scleranthetea und Secalietea.
Die ökologischen Zeigerwerte nach Landolt et al. 2010 sind in der Schweiz: Feuchtezahl F = 1 (sehr trocken), Lichtzahl L = 4 (hell), Reaktionszahl R = 2 (sauer), Temperaturzahl T = 4+ (warm-kollin), Nährstoffzahl N = 3 (mäßig nährstoffarm bis mäßig nährstoffreich), Kontinentalitätszahl K = 5 (kontinental).
Beobachtungen am Wuchsort im Unteren Saaletal lassen vermuten, dass sich eine nicht zu geringe Bodenfeuchte in den Monaten März und April positiv auf die Anzahl der Pflanzen, ihre Größe, Blütenzahl und Vitalität auswirken.

## Gefährdung und Erhaltungsbemühungen
In Mitteleuropa ist die Klebrige Miere am Aussterben. „Ausgestorben oder verschollen“ ist sie in Dänemark und Tschechien. In Deutschland wird sie als „vom Aussterben bedroht“ geführt (Rote Liste 1). In zehn der zwölf Bundesländer, in denen sie einst vorkam, gilt sie mittlerweile als ausgestorben bzw. verschollen. „Vom Aussterben bedroht“ ist sie auch in Schweden, als „stark gefährdet“ wird sie in Österreich, Ungarn und in der Schweiz geführt. Polen führt die Klebrige Miere als „gefährdet“.
Als „extrem selten“ ist sie in Rumänien verzeichnet, für Italien sind nur wenige Wuchsorte nachgewiesen (Gefährdungsgrad nicht bekannt). Für Frankreich liegen hingegen widersprüchliche Angaben vor („stark gefährdet“ bzw. „ungenügende Kenntnis“). Vom südlichen Balkan wurden nur wenige aktuelle Fundmeldungen publiziert, in den Roten Listen Bulgariens und Kroatiens ist die Klebrige Miere nicht aufgeführt.
Gefährdungsursachen am Fundort im Unteren Saaletal sind vor allem die zu geringe bzw. fehlende, (extensive) Bewirtschaftung mit der Folge einer Verdichtung der Vegetation bis hin zu Lückenschluss und Verfilzung, zunehmende Immissionen von NOx aus der Atmosphäre und aus benachbarten landwirtschaftlichen Nutzflächen sowie immer häufigere Trockenperioden während der Entwicklungszeit der Klebrigen Miere von März bis Mai. Am letzten ostdeutschen Fundort im Unteren Saaletal setzte spätestens ab 1990 ein starker Rückgang ein.
Seit 2007 wird der letzte ostdeutsche Wuchsort ein bis zweimal jährlich gemäht. Zudem bestehen in einem Botanischen Garten und in einem privaten Erhaltungsgarten ex-situ-Erhaltungskulturen.
Zwar konnte die Klebrige Miere zumindest im Unteren Saaletal bisher erhalten werden, jedoch wurden seit 2007 nie mehr als 25 Pflanzen nachgewiesen.